# Box-office de Zootopie
Cet article présente les chiffres au box-office mondial du film Zootopie ainsi que leur évolution au fil du temps après sa sortie dans les différents pays.

## Tableau général
| Pays / Région               | Date de sortie  | Recettes (USD)      | Entrées (2016) | Date de mise à jour (recettes) | Nb. de semaines |
| --------------------------- | --------------- | ------------------- | -------------- | ------------------------------ | --------------- |
| Afrique du Sud              | 4 mars 2016     | 1 494 201           |                | 15 mai 2016                    |                 |
| Allemagne                   | 3 mars 2016     | 34 237 118          | 3 831 921      | 11 septembre 2016              |                 |
| Argentine                   | 18 février 2016 | 8 369 084           | 1 833 023      | 15 janvier 2017                |                 |
| Australie                   | 17 mars 2016    | 21 369 695          |                | 28 août 2016                   |                 |
| Autriche                    | 3 mars 2016     | 3 751 557           | 397 066        | 21 août 2016                   |                 |
| Belgique                    | 10 février 2016 | 4 488 364           | 539 830        | 7 août 2016                    |                 |
| Bolivie                     | 18 février 2016 | 909 666             |                | 17 avril 2016                  |                 |
| Bosnie-Herzégovine          |                 |                     | 16 485         |                                |                 |
| Brésil                      | 17 mars 2016    | 10 675 203          | 2 819 298      | 11 décembre 2016               |                 |
| Bulgarie                    | 4 mars 2016     | 1 010 741           | 195 926        | 17 juillet 2016                |                 |
| Chili                       | 18 février 2016 | 4 266 919           |                | 17 avril 2016                  |                 |
| Chine                       | 4 mars 2016     | 235 591 257         | 45 467 000     | 12 juin 2016                   | 7               |
| Chypre                      |                 |                     | 8 842          |                                |                 |
| CIE (dont Russie)           | 3 mars 2016     | 39 153 348          | 9 388 485      | 5 mars 2017                    |                 |
| Colombie                    | 18 février 2016 | 5 587 150           | 2 054 829      | 31 décembre 2016               |                 |
| Corée du Sud                | 17 février 2016 | 31 556 796          | 4 706 158      | 27 novembre 2016               |                 |
| Croatie                     | 3 mars 2016     | 283 126             | 81 327         | 17 avril 2016                  |                 |
| Danemark                    | 12 février 2016 | 4 035 059           | 343 281        | 4 décembre 2016                |                 |
| Émirats arabes unis         | 3 mars 2016     | 2 060 043           |                | 17 juillet 2016                |                 |
| Équateur                    | 26 février 2016 | 2 494 960           |                | 17 avril 2016                  |                 |
| Espagne                     | 12 février 2016 | 15 222 767          | 2 391 712      | 27 novembre 2016               |                 |
| Estonie                     | 4 mars 2016     | 393 779             | 84 015         | 17 avril 2016                  |                 |
| États-Unis et Canada        | 4 mars 2016     | 341 268 248         | 39 741 800     | 2 août 2016                    | 22              |
| Finlande                    | 4 mars 2016     | 1 657 796           | 146 519        | 23 octobre 2016                |                 |
| France                      | 17 février 2016 | 31 884 949          | 4 843 529      | 11 décembre 2016               |                 |
| Géorgie                     |                 |                     | 32 805         |                                |                 |
| Grèce                       | 3 mars 2016     | 944 722             | 139 112        | 17 avril 2016                  |                 |
| Hong Kong                   | 24 mars 2016    | 7 043 370           |                | 26 juin 2016                   |                 |
| Hongrie                     | 4 mars 2016     | 1 456 306           | 344 816        | 1er mai 2016                   |                 |
| Inde                        |                 | 1 699 000           |                | 12 juin 2016                   |                 |
| Islande                     | 26 février 2016 | 313 044             | 38 188         | 3 juillet 2016                 |                 |
| Israël                      | 24 mars 2016    | 1 653 780           |                | 17 avril 2016                  |                 |
| Italie                      | 18 février 2016 | 12 918 304          | 1 780 370      | 11 décembre 2016               |                 |
| Japon                       | 23 avril 2016   | 70 127 286          | 5 900 000      | 10 juillet 2016                |                 |
| Liban                       | 3 mars 2016     | 167 388             |                | 17 avril 2016                  |                 |
| Lituanie                    | 4 mars 2016     | 358 657             | 75 708         | 18 décembre 2016               |                 |
| Lettonie                    | 4 mars 2016     | 410 492 €           | 88 673         | 31 décembre 2016               |                 |
| Malaisie                    | 25 février 2016 | 3 134 000           |                | 12 juin 2016                   |                 |
| Maroc                       |                 |                     | 18 360         | 31 décembre 2016               |                 |
| Mexique                     | 19 février 2016 | 17 050 000          | 7 670 887      | 12 juin 2016                   |                 |
| Norvège                     | 26 février 2016 | 2 579 949           | 228 273        | 27 novembre 2016               |                 |
| Nouvelle-Zélande            | 24 mars 2016    | 2 662 000           |                | 12 juin 2016                   |                 |
| Oman                        | 3 mars 2016     | 94 375              |                | 3 avril 2016                   |                 |
| Pays-Bas                    | 17 février 2016 | 5 807 558           | 675 511        | 20 novembre 2016               |                 |
| Pérou                       | 18 février 2016 | 4 242 507           |                | 10 avril 2016                  |                 |
| Philippines                 | 17 février 2016 | 1 022 000           |                | 12 juin 2016                   |                 |
| Pologne                     | 19 février 2016 | 5 937 109           | 1 263 937      | 11 décembre 2016               |                 |
| Portugal                    | 25 février 2016 | 2 225 250           | 393 635        | 4 juin 2017                    |                 |
| Roumanie                    | 4 mars 2016     | 1 272 421           | 1 263 937      | 10 juillet 2016                |                 |
| Royaume-Uni                 | 25 mars 2016    | 34 169 763          | 3 288 769      | 11 décembre 2016               |                 |
| Serbie Monténégro           | 3 mars 2016     | 143 051             |                | 17 avril 2016                  |                 |
| Singapour                   | 25 février 2016 | 4 370 000           |                | 6 juin 2016                    |                 |
| Slovaquie                   | 25 février 2016 | 879 904             | 154 602        | 3 juillet 2016                 |                 |
| Slovénie                    | 3 mars 2016     | 191 111             | 35 724         | 7 août 2016                    |                 |
| Suède                       | 24 février 2016 | 6 921 327           | 608 225        | 6 novembre 2016                |                 |
| Suisse                      | 17 février 2016 | 5 081 556           | 331 512        | 21 août 2016                   |                 |
| Taïwan                      | 26 février 2016 | 8 850 230           |                | 19 juin 2016                   |                 |
| Thaïlande                   | 25 février 2016 | 3 523 000           |                | 12 juin 2016                   |                 |
| Tchéquie                    | 25 février 2016 | 1 415 576           | 294 239        | 3 juillet 2016                 |                 |
| Turquie                     | 10 juin 2016    | 1 451 349           | 353 699        | 21 août 2016                   |                 |
| Ukraine                     | 17 mars 2016    | 1 995 155           |                | 4 septembre 2016               |                 |
| Uruguay                     | 18 février 2016 | 463 743             |                | 17 avril 2016                  |                 |
| Venezuela                   | 19 février 2016 | 1 628 000           |                | 12 juin 2016                   |                 |
| Total hors Amérique du Nord |                 | +682 515 947, USD   |                | 11 décembre 2016               |                 |
| Total monde                 |                 | +1 023 784 195, USD |                |                                |                 |

Sources : Base LUMIERE (entrées Europe+Maroc), Box Office Mojo,, OBCA (entrées Brésil), Maoyan (entrées Chine),, IMC (entrées Mexique), InsideKino (entrées Japon), INCAA (entrées Argentine), KOBIZ (entrées Corée du Sud), Nacionālais Kino centrs (sortie Lettonie), JP's Box Office et CBO Box-office.

## Box-office mondial
Le 29 mai 2016, Zootopie dépasse le record du Roi lion (1994) avec 991 474 645 $ de recettes à travers le monde, cumulant plus de 336 millions aux États-Unis et au Canada durant 10 semaines à l'affiche et 657,5 millions en dehors,. Il devient à cette date le second plus grand succès de tous les temps de Walt Disney Animation Studios derrière La Reine des Neiges et le deuxième film original (non adapté d'un support — bande dessinée, conte, série — ou d'un univers déjà existant) le plus rentable, derrière Avatar. Le 5 juin 2016, Zootopie devient le quatrième film d'animation à passer la barre du milliard de dollars de recettes au box-office mondial, hors inflation,,.

## Pays et régions

### Amérique du Nord
Début janvier 2016, BoxOffice a prévu dans ses prévisions à long terme que Zootopie allait générer 51 000 000 $ pendant son weekend de sortie et totaliser 180 millions de dollar de recettes ,.
Aux États-Unis et au Canada, le suivi de pré-sortie des films suggérait que Zootopie allait démarrer à 60–70 millions $ pour 3 827 salles de cinéma durant son weekend de démarrage,. Il a été projeté dans 3 100 salles 3D, 365 salles IMAX, et 325 écrans grand format premium. Il a généré 1,7 million de $ grâce aux avant-premières du jeudi, ce qui est un record pour un film d'animation Disney hors Pixar, pour un film sortant hors été, et le septième film d'animation le plus rentable en avant-première dans cette région du monde. Soutenu par un bouche à oreille (en) favorable, il a rapporté 19,5 millions $ le jour de sa sortie et est ainsi devenu le meilleur démarrage d'un film Walt Disney devant La Reine des Neiges, et le second film d'animation sorti en mars (derrière L'Âge de glace 2),.
À son weekend de sortie, Zootopie a récupéré 75,1 millions $ de recettes, soit plus qu'attendu. Cela a fait de lui la meilleure sortie pour un film d'animation Disney hors Pixar (battant le record des Nouveaux Héros), le meilleur weekend de sortie d'un film des Walt Disney Animation Studios (battant le record de La Reine des Neiges), la meilleure sortie en mars en animation (battant le record du Lorax), la septième meilleure sortie en mars, la dixième meilleure sortie du cinéma d'animation américain,,. En plus, son weekend de sortie était le quatrième meilleur pour un film, derrière Comme des bêtes, Vice-versa, et Avatar,. Zootopie a aussi particulièrement bien marché en IMAX, où le film rapporta 5,2 millions $ pour 366 écrans, soit la seconde meilleure sortie IMAX en animation après Toy Story 3 (8,4 millions $).
Pour son deuxième weekend (en), les recettes du film diminuèrent de 31 % à 51,3 millions $, ce qui en a fait une des baisses les plus faibles pour un film d'animation. Elle est plus ou moins équivalente avec la chute de 31 % du 2e weekend des Mondes de Ralph, mais plus importante que celle des 27 % de La Grande Aventure Lego.
Zootopie resta à la tête du box-office nord-américain à son troisième weekend, rapportant 37,2 millions $ et avec des recettes en baisse de 28 % par rapport au weekend précédent, tout en passant la barre des 200 millions de dollars. Il a ainsi atteint la deuxième position en termes de recettes pour un 3e weekend pour un film qui a démarré sous les 100 millions $, derrière Avatar (68 millions $) et devant Skyfall (35 millions $). C'est avec son quatrième weekend de sortie que Zootopie a été détrôné par le film de super-héros Batman v Superman : L'Aube de la justice, malgré un déclin minime.
Au total, Zootopie a passé 13 semaines consécutives dans le top 10, soit plus que tout film de la décennie précédente à l'exception d'Avatar (14 semaines) et La Reine des Neiges (16 semaines). Il a terminé sa période de projection le 4 août 2016, après avoir été présent dans les salles de cinéma pour 154 jours en tout. Il est devenu le deuxième plus grand succès au box-office pour un film des Walt Disney Animation Studios (derrière La Reine des Neiges), le 7e film le plus rentable de 2016, et le septième film le plus rentable du cinéma américain.

### Asie

#### Chine
En Chine continentale, où il est connu sous le nom La Folle ville des animaux (疯狂动物城), Zootopie dépassa les attentes et a été considéré comme le plus grand succès décisif d'Hollywood en Chine depuis 2015 quand Jurassic World rapporta 229 millions $. Le film collecta 3,4 millions $ le jour de sa sortie sur un total de 23,6 millions $ de recettes du weekend de trois jours de sortie, démarrant ainsi à la deuxième place et décrochant le record de recettes à la sortie pour un film d'animation qui n'est pas une suite, en plus d'être en deuxièmes places de la meilleure sortie de trois jours et d'une sortie IMAX pour un film d'animation, derrière Kung Fu Panda 3.
Zootopie a enregistré pendant son neuvième jour dans les salles (un samedi) les plus grosses recettes par jour pour un film d'animation en Chine avec 25 millions $ (comparés aux 10,6 millions $ du premier samedi) et a dépassé le total des recettes des Nouveaux Héros pour devenir le film d'animation de Disney le plus performant du pays,. Pour son deuxième weekend, il a rapporté 60 millions $, soit une augmentation importante de 139 % par rapport à son weekend précédent, et est devenu le troisième film d'animation en Chine à dépasser le palier des 10 millions $ après Kung Fu Panda 3 et Monkey King: Hero Is Back. Il s'agit aussi du meilleur weekend pour un film d'animation.
À la mi-mars, les chiffres combinés de Kung Fu Panda 3 et Zootopie ont permis à eux seuls de dépasser le record de 2014 de 286 millions $ de recettes au box-office chinois pour un film américain. Au troisième weekend, le film de Disney rapporta 40 millions $ sur un total d'alors 175 millions $, en faisant le film d'animation le plus rentable en Chine pour l'époque. Le 27 mars, à son 17e jour dans les salles, il a franchi la barre des 200 millions $, devenant ainsi le premier film d'animation, le deuxième film Disney et le sixième film hollywoodien à dépasser cette étape. Zootopie est alors devenu le film d'animation le plus rentable dans le pays et le deuxième film le plus rentable de 2016 derrière The Mermaid. Au terme de ses sept semaines d'exploitation, les cinémas ont enregistré 45 467 000 entrées pour le film,.

#### Japon
Au Japon, Zootopie est sorti le 23 avril 2016 et a engrangé 4 millions de dollars pendant son weekend de sortie, démarrant à la seconde place du box-office, derrière Detective Conan: The Darkest Nightmare,. C'est le troisième plus grand démarrage pour Walt Disney Animation Studios sur ce marché derrière La Reine des Neiges et Les Nouveaux Héros. Deadline.com a précisé que ce démarrage en demi-teinte pourrait avoir été causé par les séismes de 2016 de Kumamoto en affectant le nombre de spectateurs[réf. nécessaire].
Le film est passé en tête du box-office après deux semaines en deuxième position. Dans les deux weekends suivants, le nombre de vente de tickets a continué d'augmenter, et Zootopie est resté en tête du box-office pour quatre weekends successifs,. Il a ensuite été détrôné par le film de super-héros interdit aux mineurs Deadpool. En tout, il a été le film occidental et hollywoodien no 1 sur huit weekends à la suite. The Hollywood Reporter a rapporté que la performance de Zootopie a été stimulée par un fort bouche-à-oreille, des spectateurs regardant les deux versions en anglais et en japonais, des projections en 3D et 4DX, ainsi qu'une version populaire en japonais de la chanson Try Everything chantée par Ami Nakashima. Ces bons résultats sur le marché local ont permis au film d'être propulsé au-delà de la barre du milliard de dollars de recettes mondiales. Il est resté dans le Top 3 pour 11 weekends consécutifs et a rapporté 70,1 millions $ dans le pays,,.

### Europe

#### Allemagne
Zootopie est à la première place du box-office allemand en 2016 en termes d'entrées, avec 3,83 millions de tickets vendus selon le FFA.

#### France

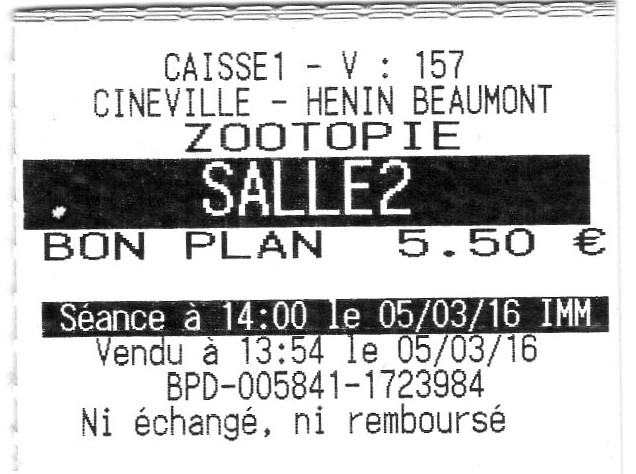
Ticket d'entrée de cinéma pour Zootopie.

Sorti en France le 17 février 2016 pour profiter des vacances scolaires, Zootopie a démarré en tête pendant les premières séances sur Paris, avec 3 182 entrées pour 22 copies à la fin de son premier après-midi dans les salles de cinéma. Pour sa première semaine d'exploitation, le film a réalisé le deuxième plus grand démarrage de l'année avec 1 556 396 entrées derrière Deadpool (1 575 661 entrées), qu'il détrône de sa première position au box-office de la semaine. C'est un démarrage plus important que celui de La Reine des Neiges (862 000 entrées) ou de Raiponce (735 000 entrées).
Le film est passé à la deuxième place du classement dès la deuxième semaine (1 028 882 entrées en plus, pour un total de 2 585 278), la tête ayant été prise par The Revenant qui vient alors de sortir. Il a gardé cette position pour sa troisième semaine où il a passé le cap des 3 millions d'entrées, et est descendu ensuite en troisième position pour sa 4e semaine d'exploitation où il a dépassé cette fois un cumul de 3,5 millions d'entrées, faisant de lui le 2e film le plus populaire de 2016 en France derrière Les Tuche 2. Zootopie maintient sa position et regagne 12 % d'affluence pour sa 5e semaine. Aux termes de la 6e semaine, le film descend encore d'une place au box-office hebdomadaire tout en dépassant la barre des 4 millions d'entrées.
Finalement, Zootopie occupe la tête du box-office français de l'année 2016 en termes d'entrées, avec 4,78 millions de tickets vendus selon le CNC et 4 843 529 selon l'Observatoire européen de l'audiovisuel.